# Room on Fire
| 전문가 평가                   | 전문가 평가                 |
| 총 점수                       | 총 점수                     |
| 출처                          | 점수                        |
| ----------------------------- | --------------------------- |
| 메타크리틱                    | 77/100                      |
| 평가 점수                     |                             |
| 출처                          | 점수                        |
| AllMusic                      | [ 5 ]                       |
| Blender                       | [ 6 ]                       |
| Entertainment Weekly          | B                           |
| The Guardian                  | [ 8 ]                       |
| NME                           | 9/10                        |
| Pitchfork                     | 8.0/10 9.2/10 (reappraisal) |
| Q                             | [ 12 ]                      |
| Rolling Stone                 | [ 13 ]                      |
| The Rolling Stone Album Guide | [ 14 ]                      |
| Spin                          | A−                          |
| Uncut                         | [ 16 ]                      |

《Room on Fire》는 2003년 10월 21일, RCA 레코드를 통해 발매된 미국의 록 밴드 스트록스의 두 번째 스튜디오 음반이다. 제목은 〈Reptilia〉라는 노래의 가사에서 따온 것이다. 이 음반은 발매와 동시에 긍정적인 평가를 받아 미국 빌보드 200에서 4위에 올랐고, 2006년 10월까지 597,000장을 판매하여 미국 음반 산업 협회로부터 골드 인증을 받았다. 또한 영국 음반 차트에서도 2위를 차지했다. 〈12:51〉, 〈Reptilia〉, 〈The End Has No End〉에서 세 개의 싱글이 발매되었다.

## 녹음
데뷔 음반 《Is This It》을 위해 투어를 마친 직후 스트록스는 스튜디오로 돌아왔다. 두 사람은 라디오헤드의 프로듀서 나이절 고드리치를 고용했지만, 밴드에 따르면 함께 작업한 결과 "소울이 없다"는 사실이 드러나자 그를 해고했다. 고드리치는 실패한 콜라보레이션에 대해 "문제는 저와 가수 줄리언 카사블랑카스가 너무 비슷하다는 것이었습니다. 그는 그의 방식대로 하고 싶었고, 저는 제 방식대로 하고 싶었고, 분명히 그것이 제가 그곳에 있는 요점입니다. 그리고 저는 '제가 원하는 방식으로 시도하고 할 준비가 되어 있지 않다면 왜 제가 여기에 있는지'라고 말합니다. 우리는 잘 지냈고, 그냥 효과가 없는 웃기는 일 중 하나였습니다. 저는 그들이 바뀌기를 원했지만 그들은 변하지 않았습니다."
이 세션은 결국 폐기되었고 밴드는 원래 프로듀서인 고든 라파엘에게 돌아갔다. 스트록스는 음반을 녹음할 수 있는 스튜디오 시간이 딱 3개월밖에 없었다. 기타리스트 닉 발렌시는 "몇 주만 더 있었다면 음반이 훨씬 더 좋았을 것"이라고 말했다.

## 상업적 성과
이 음반은 미국 빌보드 200에서 4위를 차지하며 정점을 찍었고, 이후 2003년 12월, 미국 음반 산업 협회로부터 골드 인증을 받았으며, 2021년 6월에는 100만 장 이상 판매되어 플래티넘 인증을 받았다.

## 곡 목록
모든 곡들은 특별한 언급이 없는 한 줄리언 카사블랑카스에 의해 작사/작곡하였다.
| #   | 제목                        | 작사·작곡                          | 재생 시간 |
| --- | --------------------------- | ---------------------------------- | --------- |
| 1.  | 〈What Ever Happened?〉     |                                    | 2:49      |
| 2.  | 〈Reptilia〉                |                                    | 3:35      |
| 3.  | 〈Automatic Stop〉          | 앨버트 해먼드 주니어, 카사블랑카스 | 3:21      |
| 4.  | 〈12:51〉                   |                                    | 2:33      |
| 5.  | 〈You Talk Way Too Much〉   |                                    | 2:58      |
| 6.  | 〈Between Love & Hate〉     |                                    | 3:10      |
| 7.  | 〈Meet Me in the Bathroom〉 |                                    | 2:56      |
| 8.  | 〈Under Control〉           |                                    | 3:02      |
| 9.  | 〈The Way It Is〉           |                                    | 2:17      |
| 10. | 〈The End Has No End〉      |                                    | 3:00      |
| 11. | 〈I Can't Win〉             |                                    | 2:34      |

## 인증
| 국가                                                            | 인증     | 판매량/출하량 |
| --------------------------------------------------------------- | -------- | ------------- |
| 오스트레일리아 (ARIA)                                           | 플래티넘 | 70,000        |
| 캐나다 (뮤직 캐나다)                                            | 골드     | 50,000^       |
| 일본 (RIAJ)                                                     | 골드     | 100,000^      |
| 뉴질랜드 (RMNZ)                                                 | 골드     | 7,500^        |
| 영국 (BPI)                                                      | 플래티넘 | 300,000^      |
| 미국 (RIAA)                                                     | 플래티넘 | 1,000,000     |
| ^출하량을 기반으로 한 인증 · 판매량+스트리밍을 기반으로 한 인증 |          |               |